# Eleição municipal de Santa Cruz do Capibaribe em 2020
A eleição municipal do município de Santa Cruz do Capibaribe em 2020 ocorreu no dia 15 de novembro com o objetivo de eleger um prefeito, um vice-prefeito e 17 vereadores responsáveis pela administração da cidade para o mandato a se iniciar em 1° de janeiro de 2021 e com término em 31 de dezembro de 2024. Por estar em seu segundo mandato, o então prefeito Edson Vieira (PSDB) não poderia concorrer à reeleição.
Em disputa apertada entre 3 candidatos, o mais votado foi Fábio Aragão (PP), que derrotou Allan Carneiro (PSD) por apenas 313 votos (16.395 contra 16.082), enquanto o terceiro colocado, Dida de Nan (PSDB), então vice-prefeito e apoiado por Edson Vieira, ficou 1.242 votos atrás do pessedista. Houve ainda 811 votos brancos, 1.828 nulos e 7.466 abstenções.
Na eleição para a Câmara Municipal, Rozangela Santos (conhecida por "Nêga"), do PSD, foi a vereadora mais votada (1.972 no total).

## Contexto político e pandemia
As eleições municipais de 2020 estão sendo marcadas, antes mesmo de iniciada a campanha oficial, pela pandemia do coronavírus SARS-CoV-2 (causador da COVID-19), o que está fazendo com que os partidos remodelem suas metodologias de pré-campanha. O Tribunal Superior Eleitoral (TSE) autorizou os partidos a realizarem as convenções para escolha de candidatos aos escrutínios por meio de plataformas digitais de transmissão, para evitar aglomerações que possam proliferar o vírus. Alguns partidos recorreram a mídias digitais para lançar suas pré-candidaturas. Além disso, a partir deste pleito, será colocada em prática a Emenda Constitucional 97/2017, que proíbe a celebração de coligações partidárias para as eleições legislativas, o que pode gerar um inchaço de candidatos ao legislativo. Conforme reportagem publicada pelo jornal Brasil de Fato em 11 de fevereiro de 2020, o país poderá ultrapassar a marca de 1 milhão de candidatos a prefeito, vice-prefeito e vereador neste escrutínio, o que não seria necessariamente bom, na opinião do professor Carlos Machado, da UnB (Universidade de Brasília): “Temos o hábito de criticar de forma intensa a coligação partidária, sem parar para refletir sobre os elementos positivos dela. O número de candidatos que um partido pode apresentar numa eleição, varia se ele estiver dentro de uma coligação, porque quando os partidos participam de uma coligação, eles são considerados como um único partido", afirmou Machado na reportagem.

## Candidaturas
| Nº | Candidato      | Partido | Candidato a vice        | Cargos relevantes ou profissão                  | Coligação                                                   | Tempo no horário eleitoral |
| -- | -------------- | ------- | ----------------------- | ----------------------------------------------- | ----------------------------------------------------------- | -------------------------- |
| 11 | Fábio Aragão   | PP      | Helinho Aragão (PSB)    | Empresário                                      | "Muda Santa Cruz" (PP, PSB, PT, Republicanos, PCdoB e PROS) |                            |
| 45 | Dida de Nan    | PSDB    | Joselito Silva (PSDB)   | Vice-prefeito (2017–2020), Vereador (2013–2016) | "Gente de Trabalho" (PSDB, MDB, PODE, PL, DEM e PSL)        |                            |
| 55 | Allan Carneiro | PSD     | Veralúcia Barbosa (PSD) | Empresário                                      | "A Mudança que o Povo Quer!" (PSD, PDT e PRTB)              |                            |

## Resultados

### Prefeito
| Candidato(a)           | Candidato(a)           | Vice                    | 1º turno 15 de novembro de 2020 | 1º turno 15 de novembro de 2020 |  |
| Candidato(a)           | Candidato(a)           | Vice                    | Total                           | Porcentagem                     |  |
| ---------------------- | ---------------------- | ----------------------- | ------------------------------- | ------------------------------- |  |
|                        | Fábio Aragão (PP)      | Helinho Aragão (PSB)    | 16.395                          | 34,65%                          |  |
|                        | Allan Carneiro (PSD)   | Veralúcia Barbosa (PSD) | 16.082                          | 33,99%                          |  |
|                        | Dida de Nan (PSDB)     | Joselito Silva (PSDB)   | 14.840                          | 31,36%                          |  |
| Total de votos válidos | Total de votos válidos | Total de votos válidos  | 47.317                          | 94,72%                          |  |
| → Votos em branco      | → Votos em branco      | → Votos em branco       | 811                             | 1,62%                           |  |
| → Votos nulos          | → Votos nulos          | → Votos nulos           | 1.828                           | 3,66%                           |  |
| Total de votos         | Total de votos         | Total de votos          | 49.956                          | 100%                            |  |
| Abstenções             | Abstenções             | Abstenções              | 7.466                           | 13%                             |  |
| Total de inscritos     |                        |                         |                                 |                                 |  |

## Vereadores eleitos
| Candidato eleito                  | Partido | Votação | Porcentagem | Cidade onde nasceu       | Unidade federativa |
| Rozangela Santos (Nêga)           | PDT     | 1.972   | 4,22%       | Umbuzeiro                | Paraíba            |
| Nailson Ramos                     | MDB     | 1.765   | 3,78%       | Caruaru                  | Pernambuco         |
| Carlinhos da Cohab                | PP      | 1.747   | 3,74%       | Santa Cruz do Capibaribe | Pernambuco         |
| Demir da Saúde                    | PSDB    | 1.494   | 3,20%       | Santa Cruz do Capibaribe | Pernambuco         |
| Caetano Motos                     | PSDB    | 1.310   | 2,81%       | Taquaritinga do Norte    | Pernambuco         |
| Augusto Maia                      | PSB     | 1.257   | 2,69%       | Santa Cruz do Capibaribe | Pernambuco         |
| Irmão Soares                      | PSD     | 1.037   | 2,22%       | Santa Cruz do Capibaribe | Pernambuco         |
| Jessyca Cavalcanti                | PSDB    | 1.031   | 2,21%       | Bonito                   | Pernambuco         |
| Capilé da Palestina               | PSD     | 945     | 2,02%       | Itaporanga               | Paraíba            |
| Emanuel Ramos                     | PSD     | 918     | 1,97%       | Caruaru                  | Pernambuco         |
| José Manuel de Lima (Zezin Buxin) | MDB     | 837     | 1,79%       | Santa Cruz do Capibaribe | Pernambuco         |
| José Manoel da Silva (Zé Boi)     | DEM     | 814     | 1,74%       | Santa Cruz do Capibaribe | Pernambuco         |
| Gilson Julião                     | MDB     | 724     | 1,55%       | Santo André              | São Paulo          |
| José Climério (Zeba)              | PDT     | 701     | 1,50%       | Santa Cruz do Capibaribe | Pernambuco         |
| José Ailton Borges (Nego Zé)      | DEM     | 692     | 1,48%       | Barra de São Miguel      | Paraíba            |
| Flávio Pontes                     | PP      | 675     | 1,45%       | Santa Cruz do Capibaribe | Pernambuco         |
| Vando da Sertec                   | PP      | 555     | 1,19%       | Santa Cruz do Capibaribe | Pernambuco         |